# Агентство инвестиционного развития Республики Татарстан
Агентство инвестиционного развития Республики Татарстан (АИР РТ, тат. Татарстан Республикасының инвестицион үсеш агентлыгы, англ. Tatarstan Investment Development Agency, TIDA) — исполнительный орган государственной власти Республики Татарстан, ведомство, отвечающее за привлечение инвестиций и сопровождение инвестиционных проектов в регионе. Созданное в июне 2011 года, АИР по своему статусу находится на одном уровне с республиканскими министерствами и подчиняется напрямую раису Республики Татарстан. Агентство участвует в формировании благоприятного инвестиционного климата Республики Татарстан и отвечает за повышения инвестиционной привлекательности региона, а также имеет полномочия в области организации проектов государственно-частного партнёрства.

## История
- 31.12.2007 г. — Президент Республики Татарстан М. Ш. Шаймиев своим указом учреждает Комитет по развитию малого и среднего предпринимательства Республики Татарстан;
- 01.06.2011 г. — Президент Республики Татарстан Р. Н. Минниханов своим указом преобразовал Комитет по развитию малого и среднего предпринимательства Республики Татарстан в Агентство инвестиционного развития Республики Татарстан[4].
- 19.07.2011 г. — АИР РТ вступает во Всемирную ассоциацию инвестиционных агентств (англ.: World Association of Investment Promotion Agencies, WAIPA) — международную неправительственную организациию созданную в 1995 году Конференцией Организации Объединённых Наций по торговле и развитию[4]. В 2013 году АИР РТ было принято в состав руководящего комитета WAIPA и получило статус директора WAIPA по Восточной Европе[4][5].
- 14.04.2014 — Создан «Клуб инвесторов Республики Татарстан» при АИР РТ[6].
- 15.12.2015 г. — АИР РТ запускает Инвестиционный портал Республики Татарстан invest.tatarstan.ru. Работа по его постоянной модернизации в дальнейшем осуществляется совместно с Министерством экономики и Министерством информатизации и связи республики[7].
- 23.03.2016 г. — АИР РТ становится членом некоммерческой организации «Национальная Ассоциация агентств инвестиций и развития», созданной в 2006 году для объединения усилий региональных институтов развития (агентств инвестиций и корпораций развития) Российской Федерации.
- 05.05.2016 г. — Кабинет Министров Республики Татарстан создает подведомственную АИР РТ автономную некоммерческую организацию «Дирекция международных программ» для целей проведения международных, всероссийских, межрегиональных и республиканских мероприятий, конгрессно-выставочной деятельности в сфере привлечения инвестиций[8].
- 22.12.2016 г. — на базе Агентства инвестиционного развития Республики Татарстан открывается Единый презентационный центр Республики Татарстан.
- 27.12.2016 г. Кабинет Министров Республики Татарстан учреждает подведомственную Агентству инвестиционного развития Республики Татарстан организацию АО «Проекты Татарстана», ориентированная на разработку в сфере Государственно-частного партнёрства[9].
- 14.11.2017 г. объявлено о создании «Конвеншн бюро» («Convention Bureau») Республики Татарстан — специального формата работы Агентства инвестиционного развития Республики Татарстан. Основная задача бюро — помогать партнерам и потенциальным инвесторам с выставочной и конференционной деятельностью в Казани, обеспечивать прибытие гостей, посещающих Татарстан в рамках делового туризма.
- 26.04.2018 — С участием Агентства инвестиционного развития Татарстана разработан и запущен первый в России проект по спорту в формате частно-государственного партнёрства[10].

## Функции агентства
Зоны ответственности АИР — привлечение прямых иностранных инвестиций в основной капитал проектов в Республике Татарстан. Изначально агентство поддерживало также малый и средний бизнес, выступало в качестве бизнес-инкубатора, на конкурсной основе распределяло субсидии и гранты. К 2021 году АИР сосредоточилось на работе только с крупными инвесторами. В рамках сопровождения инвестиционных проектов АИР занимается исследованием рынков, помогает разрабатывать стратегию выхода на рынок, подбирает поставщиков и подрядчиков, участвует в разработке документально-правовой базы, сопровождает инвесторов и общении с органами государственной власти, оказывает юридическое сопровождение. С 2011 года АИР в соавторстве с международной консалтинговой компанией PwC выпускает «Путеводитель инвестора».
При агентстве с 2014 года работает совещательный орган — Клуб инвесторов Татарстана, его участники регулярно собираются, чтобы обсудить инвестиционный климат с руководством республики и отраслевых министерств. Крупные инвесторы региона автоматически становятся членами клуба. Агентство в свою очередь сопровождает инвестора на всех этапах реализации проекта, в том числе, помогает информационной поддержкой. Члены клуба также участвуют в профильных мероприятиях, которые устраивает АИР.

## Руководство
С 2011 по 2014 годы агентством руководил Линар Якупов.
В октябре 2014 года агентство возглавила Талия Минуллина, ранее работавшая в аппарате президента Республики Татарстан.

## Организационная структура
В состав Агентства входят как собственные структурные подразделения, так и внешние подведомственные организации.

### Структурные подразделения АИР
Руководителю агентства инвестиционного развития подчиняются заместители (см. таблицу), которые отвечают за отдельные направления работы. Под их началом работают линейные сотрудники и проектные менеджеры, за которыми закреплены инвестиционные проекты из определённых регионов — например, арабских стран, Турции, Китая, стран СНГ (в первую очередь, Казахстана и Азербайджана). В рамках крупных инвестиционных проектов АИР формирует межведомственные рабочие группы с участием представителей отраслевых министерств.
После реорганизации агентства в мае 2020 года, ответственность заместителей руководителя АИР распределена следующим образом:
- Первый заместитель курирует отдел протокола, электронный документооборот и обращения граждан, Клуб инвесторов и общественный совет при АИР, отвечает за координацию работы по привлечению инвестиций и антикоррупционную работу.
- Второй заместитель руководит экспертизой финансовых моделей, сопровождением проектов, курирует вопросы государственно-частного и муниципально-частного партнёрства и разработку законодательных инициатив.
- Третий заместитель отвечает за инвестиционное продвижение региона, работу с журналистами, выставочную деятельность, проведение маркетинговых исследований для потенциальных инвесторов и наполнение единого инвестиционного портала республики. Также на третьем заместителе лежат задачи по цифровизации бизнес-процессов в АИР[20].

|                                 |                                 |                                          |                                          |                                          |                                          |                                          |                                          |                          |                          | Руководитель                                             |                                                          |                                                          |                                                          |                                                          |                                                          |                          |                          |                                                    |                                                    |                                                    |                                                    |                                                    |                                                    |                   |                   |                                                   |                                                   |                                                   |                                                   |                                                   |                                                   |  |  |  |  |  |  |  |  |  |  |  |  |  |  |  |  |  |  |  |  |  |  |
|                                 |                                 |                                          |                                          |                                          |                                          |                                          |                                          |                          |                          |                                                          |                                                          |                                                          |                                                          |                                                          |                                                          |                          |                          |                                                    |                                                    |                                                    |                                                    |                                                    |                                                    |                   |                   |                                                   |                                                   |                                                   |                                                   |                                                   |                                                   |  |  |  |  |  |  |  |  |  |  |  |  |  |  |  |  |  |  |  |  |  |  |
|                                 |                                 |                                          |                                          |                                          |                                          |                                          |                                          |                          |                          |                                                          |                                                          |                                                          |                                                          |                                                          |                                                          |                          |                          |                                                    |                                                    |                                                    |                                                    |                                                    |                                                    |                   |                   |                                                   |                                                   |                                                   |                                                   |                                                   |                                                   |  |  |  |  |  |  |  |  |  |  |  |  |  |  |  |  |  |  |  |  |  |  |
| Первый заместитель руководителя | Первый заместитель руководителя | Первый заместитель руководителя          | Первый заместитель руководителя          | Первый заместитель руководителя          | Первый заместитель руководителя          |                                          |                                          | Заместитель руководителя | Заместитель руководителя | Заместитель руководителя                                 | Заместитель руководителя                                 | Заместитель руководителя                                 | Заместитель руководителя                                 |                                                          |                                                          | Заместитель руководителя | Заместитель руководителя | Заместитель руководителя                           | Заместитель руководителя                           | Заместитель руководителя                           | Заместитель руководителя                           |                                                    |                                                    | Юридический отдел | Юридический отдел | Юридический отдел                                 | Юридический отдел                                 | Юридический отдел                                 | Юридический отдел                                 |                                                   |                                                   |  |  |  |  |  |  |  |  |  |  |  |  |  |  |  |  |  |  |  |  |  |  |
| Первый заместитель руководителя | Первый заместитель руководителя | Первый заместитель руководителя          | Первый заместитель руководителя          | Первый заместитель руководителя          | Первый заместитель руководителя          |                                          |                                          | Заместитель руководителя | Заместитель руководителя | Заместитель руководителя                                 | Заместитель руководителя                                 | Заместитель руководителя                                 | Заместитель руководителя                                 |                                                          |                                                          | Заместитель руководителя | Заместитель руководителя | Заместитель руководителя                           | Заместитель руководителя                           | Заместитель руководителя                           | Заместитель руководителя                           |                                                    |                                                    | Юридический отдел | Юридический отдел | Юридический отдел                                 | Юридический отдел                                 | Юридический отдел                                 | Юридический отдел                                 |                                                   |                                                   |  |  |  |  |  |  |  |  |  |  |  |  |  |  |  |  |  |  |  |  |  |  |
|                                 |                                 | Отдел протокола                          | Отдел протокола                          | Отдел протокола                          | Отдел протокола                          | Отдел протокола                          | Отдел протокола                          |                          |                          | Отдел координации деятельности по привлечению инвестиций | Отдел координации деятельности по привлечению инвестиций | Отдел координации деятельности по привлечению инвестиций | Отдел координации деятельности по привлечению инвестиций | Отдел координации деятельности по привлечению инвестиций | Отдел координации деятельности по привлечению инвестиций |                          |                          | Сектор инвестиционного обеспечения и контроля      | Сектор инвестиционного обеспечения и контроля      | Сектор инвестиционного обеспечения и контроля      | Сектор инвестиционного обеспечения и контроля      | Сектор инвестиционного обеспечения и контроля      | Сектор инвестиционного обеспечения и контроля      |                   |                   | Отдел финансового учёта и государственных закупок | Отдел финансового учёта и государственных закупок | Отдел финансового учёта и государственных закупок | Отдел финансового учёта и государственных закупок | Отдел финансового учёта и государственных закупок | Отдел финансового учёта и государственных закупок |  |  |  |  |  |  |  |  |  |  |  |  |  |  |  |  |  |  |  |  |  |  |
|                                 |                                 | Отдел протокола                          | Отдел протокола                          | Отдел протокола                          | Отдел протокола                          | Отдел протокола                          | Отдел протокола                          |                          |                          |                                                          | Отдел координации деятельности по привлечению инвестиций | Отдел координации деятельности по привлечению инвестиций | Отдел координации деятельности по привлечению инвестиций | Отдел координации деятельности по привлечению инвестиций | Отдел координации деятельности по привлечению инвестиций |                          |                          | Сектор инвестиционного обеспечения и контроля      | Сектор инвестиционного обеспечения и контроля      | Сектор инвестиционного обеспечения и контроля      | Сектор инвестиционного обеспечения и контроля      | Сектор инвестиционного обеспечения и контроля      | Сектор инвестиционного обеспечения и контроля      |                   |                   | Отдел финансового учёта и государственных закупок | Отдел финансового учёта и государственных закупок | Отдел финансового учёта и государственных закупок | Отдел финансового учёта и государственных закупок | Отдел финансового учёта и государственных закупок | Отдел финансового учёта и государственных закупок |  |  |  |  |  |  |  |  |  |  |  |  |  |  |  |  |  |  |  |  |  |  |
|                                 |                                 |                                          |                                          |                                          |                                          |                                          |                                          |                          |                          |                                                          |                                                          |                                                          |                                                          |                                                          |                                                          |                          |                          |                                                    |                                                    |                                                    |                                                    |                                                    |                                                    |                   |                   |                                                   |                                                   |                                                   |                                                   |                                                   |                                                   |  |  |  |  |  |  |  |  |  |  |  |  |  |  |  |  |  |  |  |  |  |  |
|                                 |                                 | Отдел экспертизы инвестиционных проектов | Отдел экспертизы инвестиционных проектов | Отдел экспертизы инвестиционных проектов | Отдел экспертизы инвестиционных проектов | Отдел экспертизы инвестиционных проектов | Отдел экспертизы инвестиционных проектов |                          |                          | Отдел поддержки и сопровождения инвестиционных проектов  | Отдел поддержки и сопровождения инвестиционных проектов  | Отдел поддержки и сопровождения инвестиционных проектов  | Отдел поддержки и сопровождения инвестиционных проектов  | Отдел поддержки и сопровождения инвестиционных проектов  | Отдел поддержки и сопровождения инвестиционных проектов  |                          |                          | Отдел развития государственно-частного партнёрства | Отдел развития государственно-частного партнёрства | Отдел развития государственно-частного партнёрства | Отдел развития государственно-частного партнёрства | Отдел развития государственно-частного партнёрства | Отдел развития государственно-частного партнёрства |                   |                   |                                                   |                                                   |                                                   |                                                   |                                                   |                                                   |  |  |  |  |  |  |  |  |  |  |  |  |  |  |  |  |  |  |  |  |  |  |
|                                 |                                 | Отдел экспертизы инвестиционных проектов | Отдел экспертизы инвестиционных проектов | Отдел экспертизы инвестиционных проектов | Отдел экспертизы инвестиционных проектов | Отдел экспертизы инвестиционных проектов | Отдел экспертизы инвестиционных проектов |                          |                          | Отдел поддержки и сопровождения инвестиционных проектов  | Отдел поддержки и сопровождения инвестиционных проектов  | Отдел поддержки и сопровождения инвестиционных проектов  | Отдел поддержки и сопровождения инвестиционных проектов  | Отдел поддержки и сопровождения инвестиционных проектов  | Отдел поддержки и сопровождения инвестиционных проектов  |                          |                          | Отдел развития государственно-частного партнёрства | Отдел развития государственно-частного партнёрства | Отдел развития государственно-частного партнёрства | Отдел развития государственно-частного партнёрства | Отдел развития государственно-частного партнёрства | Отдел развития государственно-частного партнёрства |                   |                   |                                                   |                                                   |                                                   |                                                   |                                                   |                                                   |  |  |  |  |  |  |  |  |  |  |  |  |  |  |  |  |  |  |  |  |  |  |
|                                 |                                 |                                          |                                          |                                          |                                          |                                          |                                          |                          |                          |                                                          |                                                          |                                                          |                                                          |                                                          |                                                          |                          |                          |                                                    |                                                    |                                                    |                                                    |                                                    |                                                    |                   |                   |                                                   |                                                   |                                                   |                                                   |                                                   |                                                   |  |  |  |  |  |  |  |  |  |  |  |  |  |  |  |  |  |  |  |  |  |  |
|                                 |                                 | Информационно-аналитический отдел        | Информационно-аналитический отдел        | Информационно-аналитический отдел        | Информационно-аналитический отдел        | Информационно-аналитический отдел        | Информационно-аналитический отдел        |                          |                          | Сектор работы со СМИ                                     | Сектор работы со СМИ                                     | Сектор работы со СМИ                                     | Сектор работы со СМИ                                     | Сектор работы со СМИ                                     | Сектор работы со СМИ                                     |                          |                          | Сектор материально-технического обеспечения        | Сектор материально-технического обеспечения        | Сектор материально-технического обеспечения        | Сектор материально-технического обеспечения        | Сектор материально-технического обеспечения        | Сектор материально-технического обеспечения        |                   |                   |                                                   |                                                   |                                                   |                                                   |                                                   |                                                   |  |  |  |  |  |  |  |  |  |  |  |  |  |  |  |  |  |  |  |  |  |  |
|                                 |                                 | Информационно-аналитический отдел        | Информационно-аналитический отдел        | Информационно-аналитический отдел        | Информационно-аналитический отдел        | Информационно-аналитический отдел        | Информационно-аналитический отдел        |                          |                          | Сектор работы со СМИ                                     | Сектор работы со СМИ                                     | Сектор работы со СМИ                                     | Сектор работы со СМИ                                     | Сектор работы со СМИ                                     | Сектор работы со СМИ                                     |                          |                          | Сектор материально-технического обеспечения        | Сектор материально-технического обеспечения        | Сектор материально-технического обеспечения        | Сектор материально-технического обеспечения        | Сектор материально-технического обеспечения        | Сектор материально-технического обеспечения        |                   |                   |                                                   |                                                   |                                                   |                                                   |                                                   |                                                   |  |  |  |  |  |  |  |  |  |  |  |  |  |  |  |  |  |  |  |  |  |  |

### Подведомственные органы
В 2016 году была создана дочерняя организация АИР — АНО «Дирекция международных программ». Компания занимается организацией профильных конгрессов и выставок, связанных с привлечением инвестиций в республику. Так, компания с 2016-го ежегодно организует саммит «Россия — исламский мир: KazanSummit». Директор АНО — Адель Нагуманов, учредитель и бессменный руководитель с 2011 года МВЦ «Казань Экспо».
В 2017-м, по примеру других стран, для развития делового туризма в АНО запустили направление «Конвеншн бюро» (Конгресс-бюро) для привлечения в регион крупных конгрессно-выставочных и деловых всероссийских и международных мероприятий (поскольку их участники — потенциальные инвесторы). В 2020-м году республика вступила в Международную ассоциацию конгрессов и конференций (ICCA), курирующую работу всех мировых конгресс-бюро. За три последующих года работы по количеству организованных бюро деловых событий Казань вышла на третье место после Москвы и Петербурга.
В подчинении АИР находится «Корпорация экспорта Республики Татарстан». Компания была создана путём преобразования ГУП «Агентство по развитию международного сотрудничества при кабинете министров Республики Татарстан». Её основная задача — продвигать республиканские товары в другие регионы России и в зарубежные страны.
Агентство дополнительно предложило создать компанию «Проекты Татарстана», чтобы стимулировать инвестиционные процессы в республике, на её работу в 2017-м было выделено 10 млн рублей из регионального бюджета.

## Деятельность агентства

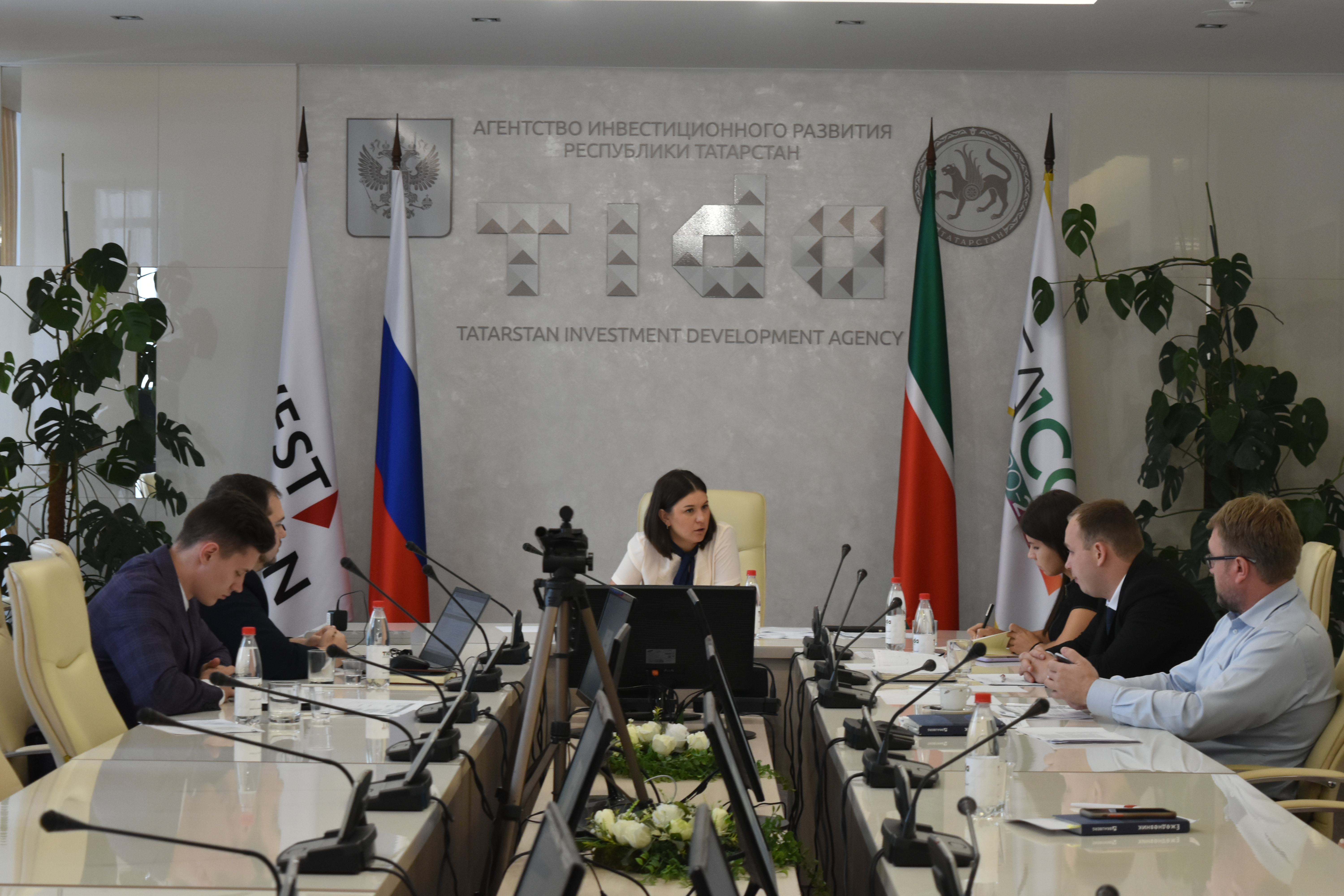
Талия Минуллина на заседании АИР РТ, 2020 год

Агентство координирует и обеспечивает весь цикл мероприятий по привлечению инвестиций в республику. За период работы им было реализовано множество частных и общих мероприятий, направленных на повышение инвестиционной эффективности Республики Татарстан.
Одной из серьёзных проблем, с которыми сталкивались инвесторы в республике, были низкое качество и большая длительность услуг по регистрации бизнеса. Агентство реализовало комплексный проект по исправлению этой ситуации, включавшее меры по развитию системы Многофункциональных сервисных центров (МФЦ) информированию и обучению предпринимателей, персонала МФЦ и налоговой инспекции, созданию нормативной базы, ускоряющей процесс регистрации новых юридических лиц в республике Татарстан. Само Агентство, в общении с иностранными инвесторами выступает в качестве «единого окна», скрывая от иностранцев сложности и детали в распределении полномочий между Министерством экономики и Министерством промышленности и торговли РТ.
Агентство участвует в разработке целевых программ по привлечению инвестиций в конкретные отрасли — в качестве примера можно назвать совместную с Госкомтуризма республики работу по поиску инвесторов для проектов, предполагаемых для включения в федеральную целевую программу «Развитие внутреннего и въездного туризма в Российской федерации (2011—2018 году)», начатую в 2015 году.
Работая непосредственно с инвесторами, Агентство занимает активную позицию, включая создание рабочих групп по решению конкретных вопросов и проблем инвесторов, а также обеспечивает межведомственное взаимодействие вплоть до встреч с руководством республики.
Наряду с государственными структурами Агентство выстраивает взаимодействие инвесторов с банками и экспертным сообществом, а также помогает им в подготовке документов и исследовании рынка.
Агентство выступает координатором по получению грантов и субсидий инновационными предприятиями, работающими на территории Татарстана.

### Мероприятия
Агентство организует многочисленные мероприятия как презентационного, так и учебного характера. Так, не менее двух раз в год им организуются семинары по вопросам развития инвестиционной деятельности для представителей местного самоуправления, муниципальные служащие консультируются по вопросам привлечения инвестиций.
Агентство ежегодно организует Международный экономический саммит России и стран Организации исламского сотрудничества KAZANSUMMIT, а также инвестиционный форум INVEST IN TATARSTAN.

## Результаты работы
По итогам работы АИР за 2013 год инвестиции в экономику республики выросли на 10,6 % на фоне падения на 1,4 % в среднем по России, благодаря чему Татарстан вошёл в топ-5 российских субъектов по объёму инвестиций в основной капитал. В 2012—2015 годах при участии АИР были созданы 1435 рабочих мест. В 2015—2017 годах АИР работал более чем с 700 потенциальными инвесторами. По данным 2017 года агентство сопровождало 17 крупных проектов, из них на стадии реализации было 11. По итогам 2019 года АИР отчиталась о рекордном росте инвестиций в регион: только за 9 месяцев года их объём достиг 1,6 млрд долларов — в 4 раза больше, чем в 2018 году.

## Награды и признание
- В октябре 2018 года работа АИР была отмечена премией ООН за стимулирование инвестиций в сектора экономики, приносящие социально-экономические выгоды и помогающие в достижении целей устойчивого развития. АИР стал первым российским ведомством, удостоенным этой награды ООН[39].
- В апреле 2019 года в рамках «Ежегодного инвестиционного форума» (Annual Investment Meeting) в Объединённых Арабских Эмиратах АИР удостоили награды «AIM Investment Award» за достижения в представлении региона на международном уровне и успешное привлечение прямых иностранных инвестиций в 2018 году[40].
- Стратегия инвестразвития республики, в создании и реализации которой АИР принимает непосредственное участие, в 2020 году отметил журнал fDI Magazine[англ.] — Татарстан оказался на 8 месте рейтинга лучших европейских регионов будущего 20/21 по стратегии привлечения прямых иностранных инвестиций (Mid-Sized European Regions of the Future 2020/21 — FDI Strategy)[41].
- В 2020 году АИР также получило престижную международную бизнес-премию Stevie Awards[англ.] в категории «Некоммерческие и правительственные организации»[42][43].

## Оценки и критика
Как сам Татарстан, так и агентство неоднократно занимали лидирующие места в различных рейтингах эффективности работы с инвесторами и инвестиционной привлекательности.. Так, в 2015 году Агентство вошло в лидирующую тройку по эффективности региональных институтов развития в Национальном рейтинге агентства Эксперт РА.
Тем не менее, наряду с позитивными оценками деятельности агентства присутствуют и негативные.
В 2012 году вокруг деятельности агентства возник скандал, связанный с немотивированным и не основанном на законе отстранении от конкурса на распределения грантов сразу нескольких сотен социальных предпринимателей. Около 400 из них написали письмо протеста Президенту Республики Татарстан Рустаму Миниханову и он распорядился создать согласительную комиссию, которая должна была урегулировать инцидент.
В сфере ГЧП в 2016 году республика опустилась в Национальном рейтинге со 2 сразу на 10ое место. «Мне — правда — стыдно» - сказала руководитель агентства Талия Минулина по поводу работы возглавляемого ей агентства на этом направлении.
В 2019 году в прессе звучали обвинения о АИР РТ в нецелевом расходовании средств и передачи подрядов личным знакомым руководителя Агентства, а также — в нарушении законодательства о защите конкуренции. По последнему вопросу прокуратура РТ дважды направляла жалобы в республиканскую антимонопольную службу.
Весной 2020го в прессе звучала критика в связи с тем, что Агентство, на фоне коронавирусного кризиса, добилось увеличения своих штатов на треть и руководитель агентства получила возможность назначить себе третьего заместителя. Этим же решением агентству было увеличено финансирование фонда оплаты труда более чем в пять раз.